# Danka Šárková
Danka Šárková, vlastním jménem Šárka Denková, (* 13. února 1969 Praha) je česká autorka společenských románů. Píše knihy o vztazích v rodinách a pracovištích, některé jsou s kriminální zápletkou. Poslední dobou píše též knihy pro děti. Věnuje se literární činnosti a pravidelně jezdí po besedách se čtenáři po celé republice.

## Život
Danka Šárková se narodila v Praze. Už na základní škole velmi ráda psala, ale na svou dráhu externí redaktorky a spisovatelky čekala skoro dvacet let. Byla 17 let provdána a z manželství má dva syny. Davida  a Adama. Psaní se naplno začala věnovat až po rozvodu. Během manželství provozovala živnost účetnictví.
Už na hotelové škole, kterou vystudovala, ji velmi zajímala psychologie, kterou později studovala v různých kurzech. Na plný úvazek začala psát až po kurzu žurnalistiky. Pravidelně publikovala a stále občas publikuje v tištěných i elektronických mediích jako externí redaktorka.
Danka Šárková ráda cestuje. Se svým partnerem a poslední dobou také sama procestovala mnoho zemí v Asii a Africe, odkud často čerpá inspiraci do svých knih.  Ráda relaxuje a nabírá energii na hřbetu koně a při túrách po hřebenech hor. Podle čínského horoskopu je narozena ve znamení Opice, a tak jí život ve výšce dělá dobře. Dříve pracovala jako recepční na klinice tradiční čínské medicíny a poté jako ředitelka 1. školy tradiční čínské medicíny,[zdroj?][kde?] odkud také nasbírala informace do svých knih. Zorganizovala kongres České a Slovenské sinologické společnosti v Praze (2010).
Žije a tvoří v Krkonoších, kde má kancelář a sklad nakladatelstvi Anahita, jehož je majitelkou.

## Dílo
Její knihy vydává její vlastní nakladatelství Anahita a nakladatelství zesnulé Simony Monyové - Ami-publishing. Danka Šárková pravidelně cestuje za svými velkými i malými čtenáři a dělá besedy pro děti, studenty i dospělé v knihovnách, školách a domovech senioru. 

### Knihy pro dospělé
- Nezlomená osudem 2010 - Anahita
- Co se dnes hraje? 2011- Anahita
- Tři plus jedna 2012 - Anahita, Palmknihy
- Zašívaná panenka 2012-Ami-publishing
- Cesta za hranice 2013-Ami publishing
- Čekala jsem dlouho 2014-Ami publishing
- Světlo a tma 2016 - Ami publishing
- Horal(ka) 2017-Ami publishing
- Ukradené dětství Kamily 2018 - Anahita
- Víkend/Tajemno 2018 - Anahita
- Příběhy na lehátko 2018 Anahita
- Zpáteční letenky 2019 - Anahita
- Můj přítel deníček a sklenička 2020- Anahita
- Vánoční svařáček 2021-Anahita
- Krkonošská kuchařka 2021 - Anahita
- Krkonoše, seznamte se 2022 - Anahita

### Knihy pro děti
- Alenka a Krakonoš 2019 - Anahita
- Alenka, Krakonoš a lev 2020 - Anahita
- Alenka, Krakonoš a Vánoce 2021 -Anahita
- Alenka a Krakonošova obora 2022 - Anahita
- Alenka, Krakonoš a zvířátk 2023 - Anahita
- Černá, bílá a zrzavá kočička 2023 - Anahita

## Ceny a certifikace
- Cena ředitele Správy KRNAp
- Krkonoše. originální produkt
- Liberecký kraj sobě